# Lysimachia stigmatosa
Lysimachia stigmatosa är en viveväxtart som beskrevs av Feng Hwai Chen och C.M. Hu. Lysimachia stigmatosa ingår i släktet lysingar, och familjen viveväxter. Inga underarter finns listade i Catalogue of Life.